# Јана Бурческа
Јана Бурческа (Скопље, 6. јул 1993) македонска је певачица. Постала је позната након што је учествовала на Македонском идолу где је освојила пето место. Јана је представљала БЈР Македонију на Песми Евровизије 2017. у Кијеву.
На наступу у другом полуфиналу 11. маја 2017. Евровизије није успела да се квалификује за финале, али је по први пут у историји Евровизије, у преносу уживо забележена просидба током интервјуа.